# 龐德克里克鎮區 (密蘇里州格林縣)
龐德克里克鎮區（英語：Pond Creek Township）是位於美國密蘇里州格林縣的一個行政鎮區。

## 地方資料
龐德克里克鎮區的面積為91.20平方千米，當中陸地面積為91.19平方千米，而水域面積為0.01平方千米。根據2020年美國人口普查的數據，當地共有人口2192人，而人口密度為每平方千米24.04人。